# George Bentham
 (novembre 2019).
Si vous disposez d'ouvrages ou d'articles de référence ou si vous connaissez des sites web de qualité traitant du thème abordé ici, merci de compléter l'article en donnant les références utiles à sa vérifiabilité et en les liant à la section « Notes et références ».
Pour les articles homonymes, voir Bentham.
George Bentham, né le 22 septembre 1800 à Stoke près de Portsmouth et mort le 10 septembre 1884 à Londres, est un botaniste britannique, l'un des plus importants systématiciens de botanique du XIXe siècle.

## Biographie
Son père, Sir Samuel Bentham (1757-1831), est le seul frère du philosophe Jeremy Bentham (1748-1832). George Bentham ne fréquente pas d'établissements scolaires mais montre très tôt une formidable capacité d'étude. Ses dons en langues étrangères sont considérables. À l'âge de sept ans, il parle le français, l'allemand et le russe et il a de bonnes notions de suédois. Après la fin de la guerre avec la France, la famille Bentham fait un long voyage dans ce pays et s'établit deux ans à Montauban où Bentham étudie l'hébreu et les mathématiques à l'école protestante de la ville. Les Bentham déménagent ensuite près de Montpellier où Sir Samuel achète le domaine de Restinclières à Prades-le-Lez.
George Bentham s'intéresse à la botanique en voulant appliquer à l'étude des végétaux les méthodes logiques développées par son oncle, Jeremy. Alors qu'il poursuit ses études à Angoulême, il découvre par hasard une Flore française, œuvre d'Augustin Pyrame de Candolle (1778-1841), et s'intéresse au système de détermination qui s'y trouve. Bentham le teste immédiatement avec la première plante qu'il croise. Comme il découvre ainsi le nom de la plante, il poursuit ses tests avec toutes les plantes qu'il croise. Cette expérience finit par l'inciter à se consacrer pleinement à la botanique.

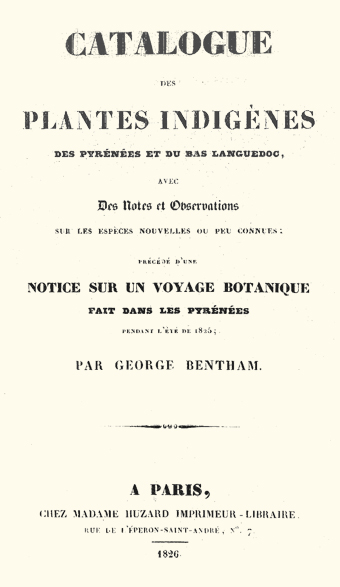
Catalogue des plantes indigènes des Pyrénées et du Bas Languedoc (1826).

Lorsqu'il vient à Londres en 1823, il entre en relation avec les botanistes britanniques. En 1826, sous la pression de son oncle, il devient son secrétaire et entame des études de droit. Mais, en 1831, meurt son père et l'année suivante, Jeremy. Grâce aux quelques biens qu'il hérite, il peut à loisir se consacrer à ses recherches favorites, à savoir la botanique mais aussi la logique.
Après avoir fait paraître les notes qu'a laissées son père, il publie, en 1826 à Paris, son Catalogue des plantes indigènes des Pyrénées et du Bas Languedoc (où il donne les résultats d'une herborisation dans les Pyrénées qu'il avait entreprise quelques années plus tôt avec George Arnott Walker-Arnott (1799-1868), professeur de botanique à l'université de Glasgow).
Dès ce premier ouvrage, Bentham adopte un principe auquel il ne dérogera jamais : ne jamais citer de données de seconde main.
Il publie des articles sur des sujets variés notamment de droit mais aussi en 1827, Outline of a New System of Logic, with a Critical Examination of Dr Whately's Elements of Logic (1827), qui est considéré par ses contemporains comme le plus important travail de logique abstraite depuis Aristote.
Malheureusement l'éditeur fait faillite après avoir vendu seulement soixante exemplaires de son livre.
En 1836, Bentham publie son Labiatarum genera et species pour lequel il a visité, entre 1830 et 1834, les principaux herbiers européens. L'année suivante, il publie dans les annales du Muséum de Vienne, ses Commentationes de Leguminosarum generibus. En 1842, il s'installe à Pontrilas dans le Herefordshire. Là, il s'attelle à la rédaction de son Prodromus Systematis Naturalis Regni Vegetabilis où il décrit 4 730 espèces (ce livre sera achevé par son ami A. P. de Candolle)[réf. nécessaire] .
En 1854, trouvant la maintenance de son herbier et de sa bibliothèque trop onéreuse, il les offre au jardin botanique de Kew Gardens afin qu'ils soient utilisés pour créer un centre de recherche scientifique. Il envisage alors d'abandonner la botanique mais ses amis scientifiques l'en dissuadent. En 1855, il s'installe à Londres et travaille à Kew cinq jours par semaine, activité qu'il maintiendra jusqu'à la fin de sa vie.

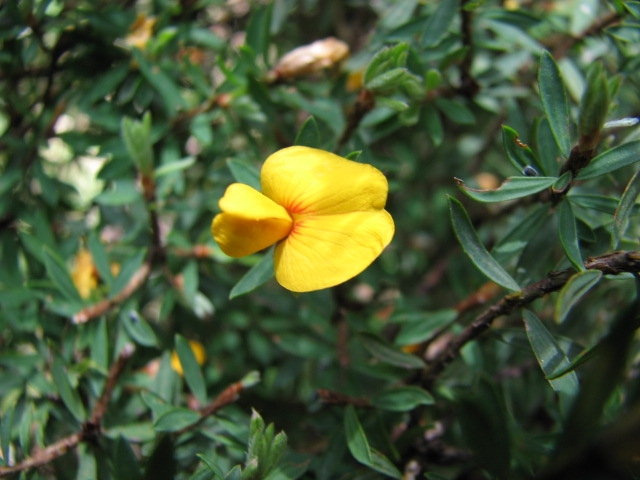
Pultenaea muelleri, plante endémique d'Australie décrite par Bentham.

En 1857, le gouvernement britannique envisage la publication de flores décrivant les végétaux des colonies britanniques. C'est Bentham qui fait paraître le premier volume en 1861, intitulé Flora Hongkongensis, première flore de cette région peu connue de Chine.
Il poursuit avec Flora Australiensis, en sept volumes (1863-1878), la première flore de cette région. Il est lauréat en 1859 de la Royal Medal et préside la Société linnéenne de Londres de 1861 à 1874.
Sa plus grande œuvre demeure son Genera Plantarum, qu'il commence en 1862 et qui sera achevé en 1883 par Sir Joseph Dalton Hooker (1817-1911).